# Jouy-sous-Thelle
Jouy-sous-Thelle är en kommun i departementet Oise i regionen Hauts-de-France i norra Frankrike. Kommunen ligger i kantonen Auneuil som tillhör arrondissementet Beauvais. År 2022 hade Jouy-sous-Thelle 1 067 invånare.

## Befolkningsutveckling
Antalet invånare i kommunen Jouy-sous-Thelle
| Referens: INSEE |